# Ван дер Схор, Альберт Янс
Альберт Янс ван дер Схор (нидерл. Aelbert Jansz. van der Schoor) — нидерландский живописец, участник движения Утрехтских караваджистов. Автор 20 картин в жанре портрета, натюрморта, бытового жанра.

## Биография
Альберт родился в промежутке между 1583 и 1603 годах в Утрехте. Он был старшим сыном Лоренса Ламбертца ван дер Схора, оружейника из Хертогенбоса, и его жены Бертген Янс. Неизвестно, кто был учителем мальчика. Всего известны 20 картин Альберта, из которых 13 портреты и 7 — натюрморты. Свою творческую деятельность он начал в 40-х годах XVII века. Тогда же он пишет свои самые известные картины: «Smoking and toasting young man, with a globe, books and writing implements» (Курящий и пьющий молодой мужчина с глобусом, книгами и письменными принадлежностями), «Mordecai and Esther celebrating after the victory over Haman», а также множество портретов неизвестных людей. В 1652 году был объявлен запрет на его брак с Элизабет Якобс де Блом из Дордрехта. Свадьба не состоялась, потому что невеста, опасаясь, что художника интересуют только её деньги, передумала. Ван дер Схор подал на неё в суд за нарушение обещания. В 1654 году Верховный суд Голландии и Зеландии присудил ему финансовую компенсацию. В 1659 году он продал свой дом на улице Lange Lauwerstraat, в самом центре Утрехта. Последняя датированная работа Альберта ван дер Схора была сделана в 1662 году. Вскоре после этого он был помещен в исправительный дом Утрехта, а в 1666 году был переведен в приют, где о нём заботились за счёт города. Последняя выплата была произведена в сентябре 1672 года. Ван дер Схор, должно быть, после этого умер, но ни место, ни дата его смерти не известны.